# Keithsburg
Keithsburg è un comune degli Stati Uniti d'America, situato nello Stato dell'Illinois, nella contea di Mercer.